# Limhamn

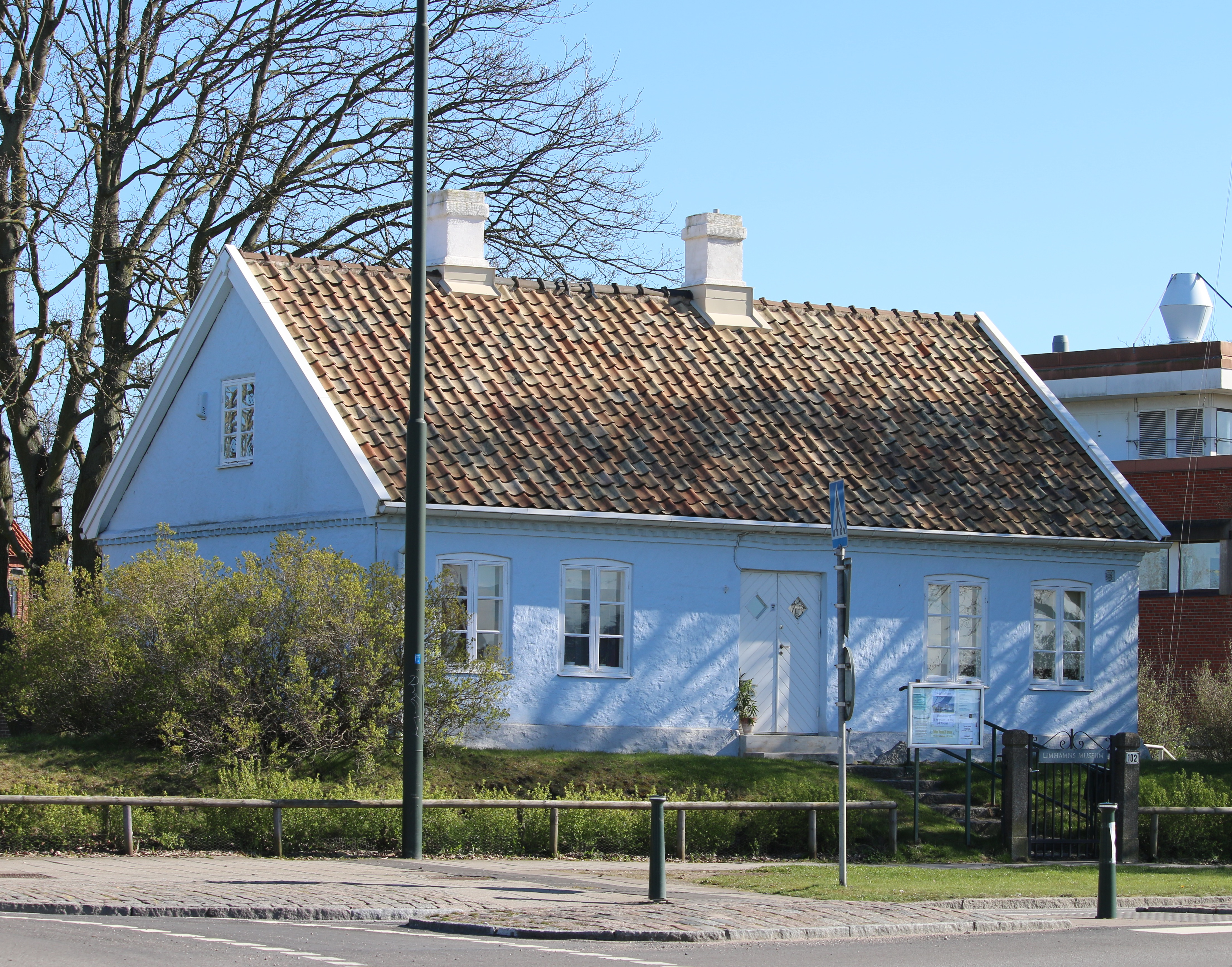
Limhamns museum

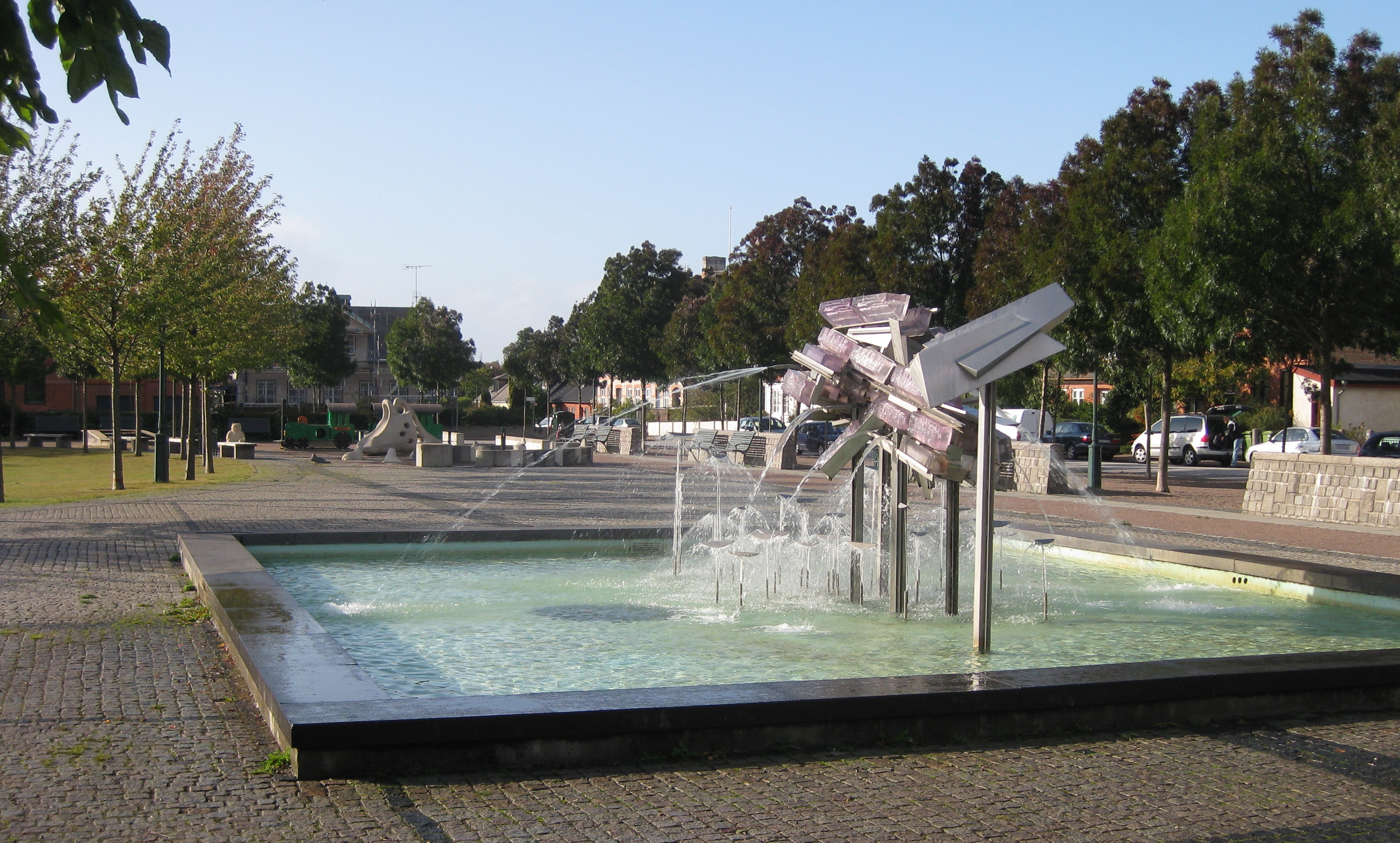
Limhamns torg

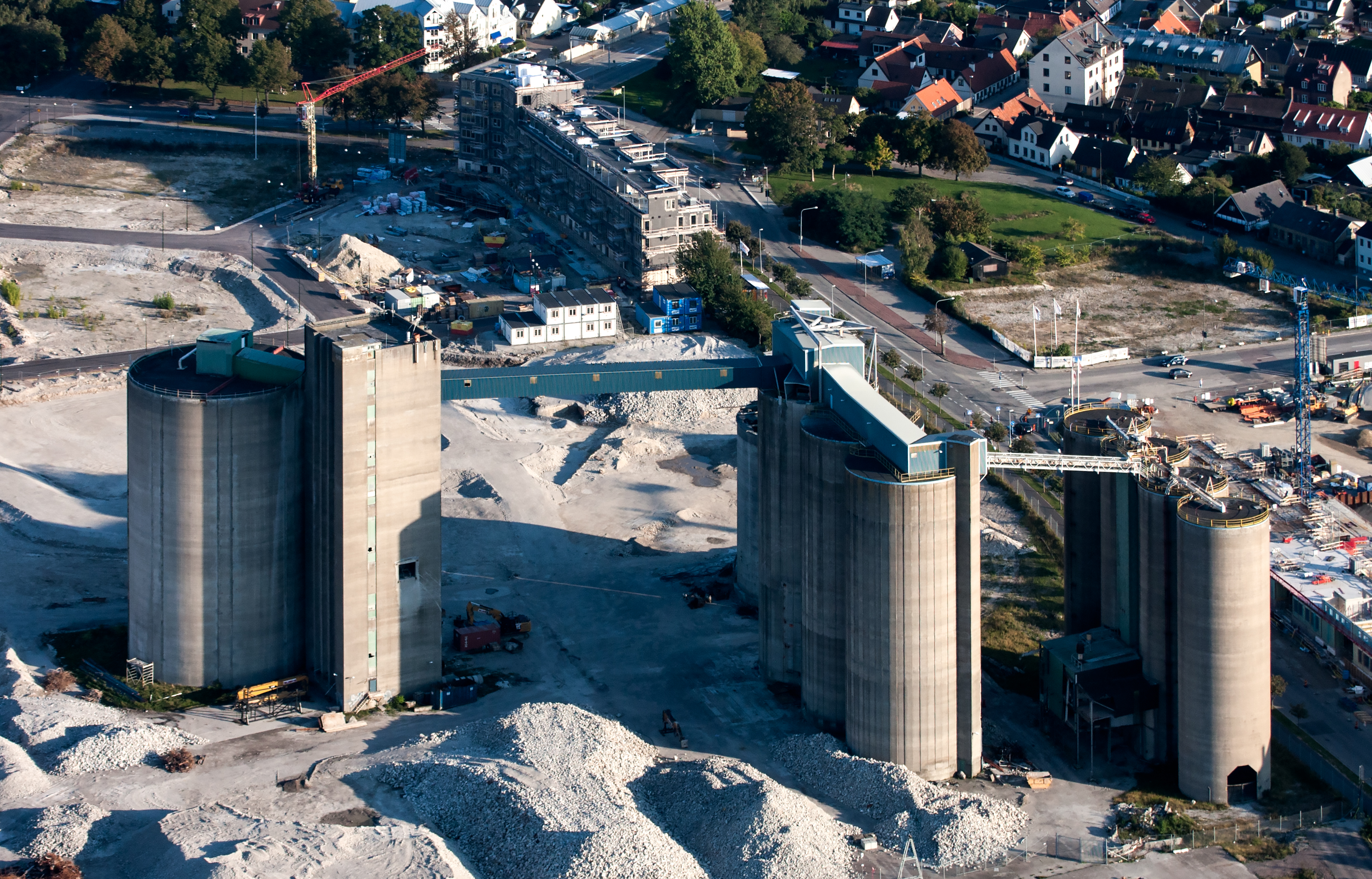
Cementfabriken

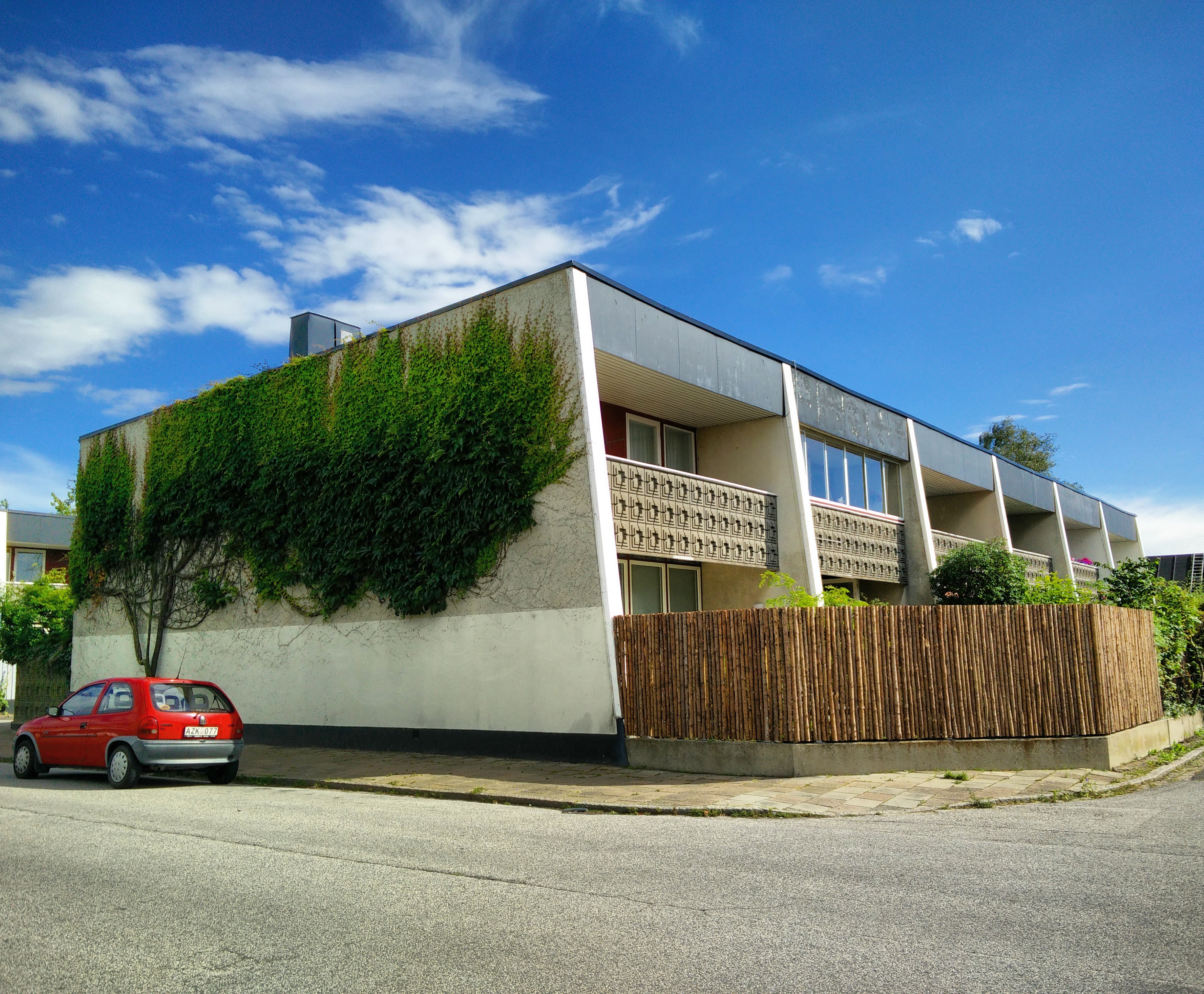
Kuttergränd i Limhamn.

Limhamn är en stadsdel i Malmö, numera ingående i stadsområde Väster. Den har rötter som egen ort sedan 1500-talet, tidigt knuten till kalkhantering, och från 1820-talet var Limhamn ett fiskeläge, som under sent 1800-tal började omvandlas till ett industrisamhälle. Den tidigare cementtillverkningen och kalkbrytningen i Limhamns kalkbrott, som en gång utgjorde grunden för Limhamns expansion, är numera nedlagd.

## Historik
Limhamn nämns första gången 1522 som Limnøhaffuen, och omnämns under 1500-talet i flera danska skrifter. Förledet lim kommer av en äldre betydelse av ordet, ”kalk” (jämför engelskans lime, ”kalk”). Från 1622 finns ett dokument som visar att tre holländare erhöll privilegium av Kristian IV att anlägga ett kalkbruk på platsen. Bruket kom att drabbas hårt av konflikterna mellan Sverige och Danmark. Genom beslut i kammarkollegium 1785 kom familjen Suell att få äganderätt till kalkbruket. Nuvarande Limhamn bebyggdes vid 1800-talets början. Först 1825 började man fiska, 1850 byggdes en skola. Fiskeläget Limhamn förvandlades under 1800-talets slut till ett betydande industri- och gruvsamhälle. 27 augusti 1886 inrättades Limhamns municipalsamhälle inom Hyllie kommun. År 1889 tillkom Malmö-Limhamns järnväg (MLJ, i folkmun kallad ”Sillabanan”), och samma år startade Skånska Cement AB en fabrik i Limhamn, vilken kom att utvecklas mycket snabbt under ledning av R.F. Berg, även kallad ”Limhamnskungen”. En stadsplan som lades ut för Limhamn 1888 stadgade att kvarteren skulle byggas efter ett rutnätsmönster enligt samtida stadsplaneringsmodell, men att större delen av husen skulle vara gathus istället för hyreskaserner. R.F. Berg var under denna tid mycket drivande personlighet inom egnahemsrörelsen som började växa fram vid denna tid, och syftet var att varje fiskare eller arbetare skulle kunna äga sin egen bostad.
Från 7 juni 1901 omfattade municipalsamhället även en del av Fosie kommun. År 1906 ombildades municipalsamhället och hela Hyllie kommun till Limhamns köping, vilken 1915 inkorporerades av Malmö stad. Samma år färdigställdes Malmö stads spårvägars linje 4 till Limhamn och Sibbarp, varvid den tidigare mycket lönsamma persontrafiken på MLJ nedlades.
Stadsdelen fortsatte att byggas ut mot söder och mot Malmö. Längs med kusten vid Ribersborgsstranden uppstod kvarter av patriciervillor som beboddes av Malmös förmögna borgare. Uppkomsten av spårvägslinje in mot staden Malmö gagnade även villabebyggelse längs med Erikslustvägen och Linnégatan och gjorde att Limhamn och Malmö till sist hade vuxit samman helt i mitten av 1900-talet. Samtidigt fortgick utbyggnaden av industrierna vid kusten, kalkbrottet utvidgades successivt liksom cementtillverkningen och ett industriområde som etablerades på utfyllnadsmark mot havet. Under världskrigen pågick omfattande militärproduktion på Ön och på fastlandet. Bland annat tillverkade AB Flygindustri en tid militärflygplan på Ön.
Efterkrigstiden betydde fortsatt expansion, både för industrierna i området och för bostadsbebyggelsen. Trots att Linnégatan och några av tvärgatorna till denna gata försågs med mer stadsmässigt liknande flerbostadshus, fortsatte den mesta bostadsbyggnationen att vara villor och egnahem.
År 1973 upphörde spårvägstrafiken och ersattes med bussar. Mellan kalkbrottet och cementfabriken fanns en järnväg som delade av samhället i två delar. Då den enbart användes av kalkbrottet och fabriken fick den snabbt smeknamnet ”Brottets bana”. Järnvägen drogs om på 1980-talet – det s.k. ”Genombrottet” då man även förlängde Kalkbrottsgatan från Linnégatan till Limhamnsvägen. Dock lade man ner kalkbrytningen totalt cirka 10 år därefter och banan trafikerades då inte längre. Kalkbrottet stängdes för gott 1994 men den stora produktionen upphörde redan i slutet av 1980-talet. Under 2011 togs rälsen bort och den gamla järnvägssträckningen har nu blivit en lummig vandringsled. En färjelinje till Dragør fanns 1960–1999 och var en av de mest trafikerade färjelinjerna mellan Sverige och utlandet.
1900 hade Limhamn 5 304 invånare.

## Gamla Limhamn

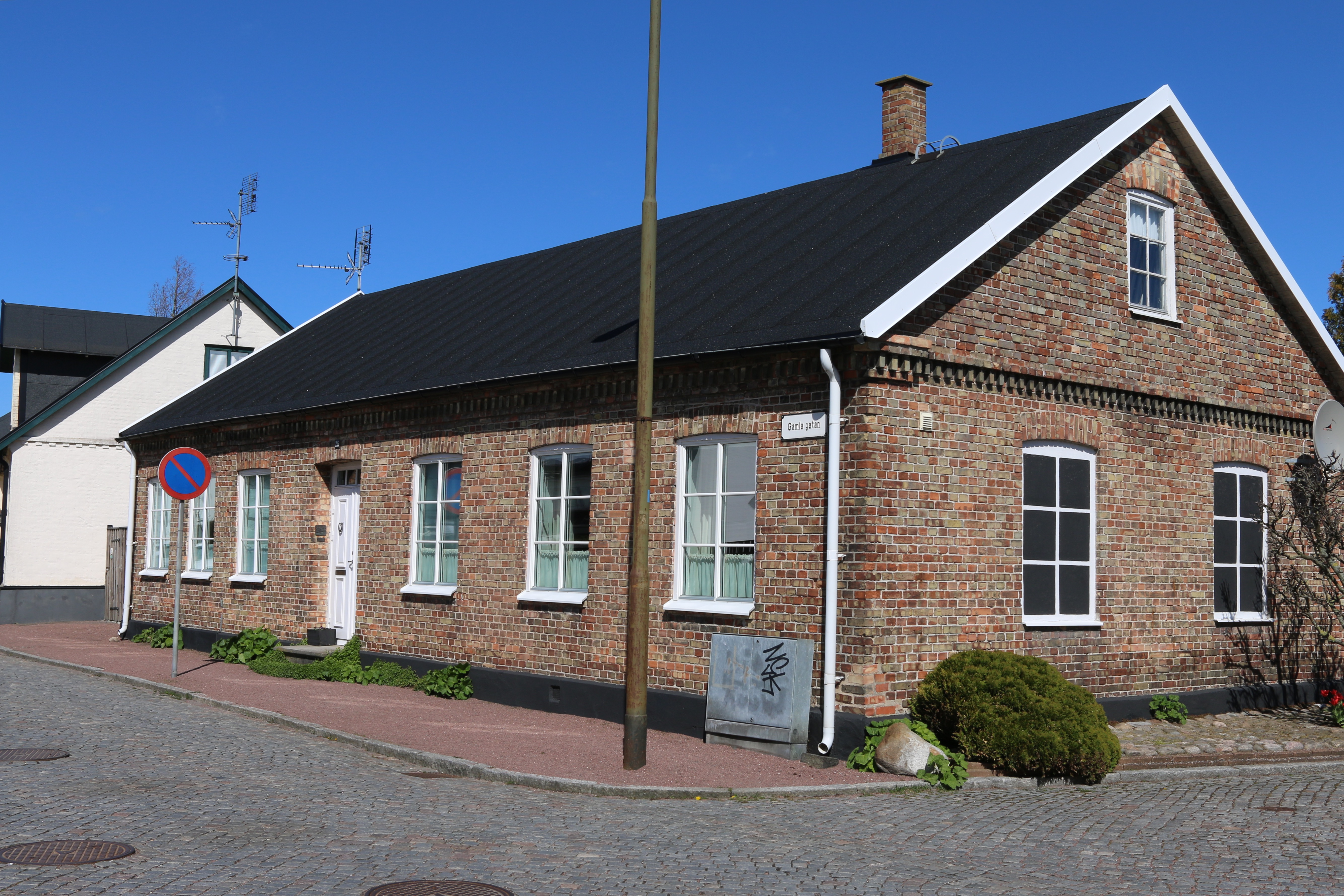
Gatehus på Gamla gatan.

Gamla Limhamn är ett delområde i stadsdelen Limhamn-Bunkeflo. Bebyggelsen är blandad, men en hel del är gathus eller gatehus från slutet av 1800-talet. I Gamla Limhamn ligger före detta Tegnérskolan, där i dag Limhamns konsthall ligger, som drivs av Limhamns konstförening, och även Tegnérs Förskola. Limhamns Torg ligger i direkt anslutning till gamla Limhamn, och är ett populärt torg med lekplats samt höst- och julmarknader.
Limhamns museum är ett soldattorp från början av 1800-talet. Torpet ligger vid Limhamnsvägen nära Hylliekroken, och var bebott fram till 1956. Samma år bildades Limhamns museiförening, som 1959 övertog soldattorpet.

## Hästspårväg
Mellan 1 juli 1900 och september 1914 drev AB Stranden en hästspårväg mellan Limhamns station och kallbadhuset vid Sibbarp. Trafiken gick endast sommartid.

## Näringsliv

### Bankväsende
En egen sparbank för Limhamn, Limhamns sparbank, grundades 1916 och uppgick 1943 i Malmö sparbank. Även Oxie härads sparbank har haft kontor i Limhamn. Dessa uppgick med tiden i Swedbank.
Bankaktiebolaget Södra Sverige hade kontor i Limhamn åtminstone från år 1902. Denna bank blev senare en del av Svenska Handelsbanken som alltjämt har kontor i Limhamn.

## Sport

### Fotboll
Limhamn har fyra fotbollslag, Hyllie IK, LB07, Limhamns FF (Limhamns Fotbollsklubb) och LFC (Limhamn Football Club). Även fotbollsklubben FC Bellevue har tagit sitt namn efter delområdet Bellevue som räknas till Limhamn, men spelar sina hemmamatcher på Mellanhedens IP.  
Flera tidigare klubbar från Limhamn har funnits.  
- Rosenvång IF
- Limhamns-Fiskarenas IF
- Limhamns IF.

### Brottning
Limhamn har en brottarklubb, Limhamns BK, som är en sammanslagning av Limhamns-Fiskarenas IF och Brottarklubben Kärnan. 

### Schack
Limhamns SK är en anrik schackklubb från stadsdelen.

### Ishockey
Från Limhamn kommer ishockeyföreningen Limhamn HK. 

### Handboll
Sedan december 2018 finns även handbollsklubben HF Limhamn.

### Kampsport
I Limhamn finns Limhamns Budocenter som fungerar som en samlingsplats för olika kampsporter. I nuläget finns Ju-jutsu, Aikido och Taekwondo på Limhamns Budocenter. 

## Kända personer från Limhamn
- Louise Epstein, journalist
- Karin Laserow, antikhandlare
- Jan Troell, regissör
- Pernilla Winberg, ishockeyspelare
- Rebecca Zadig, sångerska
- Johan Richthoff, brottare
- Märta Stenevi, f.d. språkrör för Miljöpartiet